# كولن غريفين (لاعب كرة قدم)
كولن غريفين (بالإنجليزية: Colin Griffin)‏ هو لاعب كرة قدم بريطاني في مركز قلب الدفاع، ولد في 8 يناير 1956 في Dudley ‏ في المملكة المتحدة. لعب مع شروزبري تاون.